# Tech 3 Mistral 610
La Tech 3 Mistral 610 è una motocicletta da competizione con telaio disegnato dalla Tech 3.

## Descrizione
Il telaio è uno scatolato bitrave in alluminio, con attacchi motore pendenti dalla zona cannotto di sterzo e relativamente lunghi, ma la particolarità di maggiore rilievo è l'utilizzo di una presa d'aria che transita attraverso il cannotto di sterzo, tale soluzione viene già utilizzata nella produzione stradale con la Kawasaki ZX 600 R, ma risulta strutturalmente difficile da utilizzare in quanto indebolisce la zona in questione, motivo per cui alcuni team non l'hanno applicata ai loro mezzi.

Il forcellone è munito di capriata di rinforzo rovesciata e l'ammortizzatore è collegato tramite leveraggi
Come da regolamento della classe Moto2, monta un propulsore fornito dalla Honda derivato dalla CBR600RR.

## Risultati
Collaudata nel corso dell'anno 2009, ha debuttato nel motomondiale in occasione della prima gara assoluta della Moto2, il Gran Premio motociclistico del Qatar 2010.
Durante il primo anno venne guidata da Yūki Takahashi e Raffaele De Rosa; il primo ottenne un primo posto al gran premio di Catalogna, un secondo posto in Repubblica Ceca e altri 5 piazzamenti a punti, mentre il secondo ottenne solo 4 piazzamenti a punti con molti ritiri durante la stagione.
L'anno successivo venne utilizzata dai piloti Bradley Smith, Mike Di Meglio e Xavier Siméon; il primo ottenne 3 piazzamenti sul podio, mentre gli altri ottennero solo qualche piazzamento a punti.
Nel 2012 i piloti furono Bradley Smith, Xavier Siméon e, solo per una gara, Jordi Torres; il primo ottenne quasi sempre piazzamenti a punti, mentre gli altri non ottennero risultati di rilievo.
Il 2013 vede alla guida i piloti Danny Kent, Louis Rossi e Lucas Mahias (solo 2 gare), ma nessuno ottenne risultati di rilievo, solo qualche sporadico piazzamento a punti.